# Andre Cason
Andre Cason (Virginia Beach, 20 gennaio 1969) è un ex velocista statunitense, campione mondiale della staffetta 4×100 metri a Tokyo 1991 e Stoccarda 1993.
È stato il detentore del record mondiale dei 60 metri piani dal 1992 al 1998 con il tempo di 6"41, nonché campione mondiale indoor della specialità a Siviglia 1991.

## Palmarès
| Anno | Manifestazione      | Sede      | Evento      | Risultato | Prestazione | Note                          |
| ---- | ------------------- | --------- | ----------- | --------- | ----------- | ----------------------------- |
| 1988 | Mondiali juniores   | Sudbury   | 100 m piani | Oro       | 10"22       |                               |
| 1988 | Mondiali juniores   | Sudbury   | 4×100 m     | Oro       | 39"27       |                               |
| 1989 | Universiadi         | Duisburg  | 100 m piani | Oro       | 10"29       |                               |
| 1991 | Mondiali indoor     | Siviglia  | 60 m piani  | Oro       | 6"54        |                               |
| 1991 | Giochi panamericani | L'Avana   | 100 m piani | Argento   | 10"35       |                               |
| 1991 | Mondiali            | Tokyo     | 4×100 m     | Oro       | 37"50       | Record mondiale               |
| 1993 | Mondiali            | Stoccarda | 100 m piani | Argento   | 9"92        | Miglior prestazione personale |
| 1993 | Mondiali            | Stoccarda | 4×100 m     | Oro       | 37"48       |                               |